# Веллер, Алексей Борисович
Алексе́й Бори́сович Ве́ллер (род. 9 января 1966, Мурманск) — российский политик. Депутат Государственной думы Федерального собрания Российской Федерации VII созыва (2016—2021), Государственной думы Федерального собрания Российской Федерации VIII созыва с 2021 года, член комитета Госдумы по экономической политике, промышленности, инновационному развитию и предпринимательству, член фракции «Единая Россия».
До этого — мэр города Мурманск и председатель мурманского Горсовета (с 10 декабря 2010 — 5 октября 2016 года), депутат мурманского городского Совета (март 2009 — октябрь 2016). Председатель Совета депутатов Мурманска (март 2009 — 5 августа 2010). Был избран главой города Мурманск из состава депутатов Горсовета Мурманска после добровольного ухода с поста Степана Тананыкина. Почётный гражданин города-героя Мурманска (2021).
В 2021 году стал кандидатом в депутаты Государственной думы VIII созыва по Енисейскому одномандатному избирательному округу № 57.
За нарушение территориальной целостности Украины во время российско-украинской войны находится под персональными международными санкциями всех стран Европейского союза, Великобритании, США, Канады, Швейцарии, Австралии, Японии, Украины, Новой Зеландии.

## Биография
Родился 9 января 1966 года в Мурманске в семье известного мурманского строителя Бориса Наумовича Веллера. В 1987 году окончил Московский ордена Трудового Красного Знамени инженерно-строительный институт им. В. В. Куйбышева по специальности «Промышленное и гражданское строительство», присвоена квалификация «Инженер-строитель».
С 1991 года — в ОАО «Строительная компания „АСМ“ („Агростроймонтаж“)», является одним из её учредителей, с 2000 года — председатель совета директоров.
С 2004 года депутат Совета депутатов города Мурманска третьего созыва. Председатель постоянной комиссии по экономической политике и хозяйственной деятельности Совета депутатов г. Мурманска.
18 сентября 2016 года избран депутатом Государственной думы Российской Федерации седьмого созыва по 128-му Мурманскому одномандатному округу. Был выдвинут от партии «Единая Россия», получил 108 555 голосов (44,16 %).
В октябре 2016 года, в день столетия Мурманска, ушёл с поста главы муниципального образования в связи с избранием в Госдуму.
19 июля 2018 года проголосовал за повышение пенсионного возраста.
В 2021 году был избран президентом Союза городов Заполярья и Крайнего Севера.
19 сентября 2021 года избран депутатом Государственной думы Российской Федерации восьмого созыва по одномандатному избирательному округу № 57 «Красноярский край — Енисейский одномандатный избирательный округ».
В конце февраля 2022 года Алексей Веллер вместе с другими депутатами Госдумы попал под санкции за голосование о признании Донецкой и Луганской Народных Республик.

## Законотворческая деятельность
С 2016 по 2019 год, в течение исполнения полномочий депутата Государственной Думы VII созыва, выступил соавтором 14 законодательных инициатив и поправок к проектам федеральных законов.

## Санкции
Из-за нарушения территориальной целостности и независимости Украины во время российско-украинской войны находится под персональными международными санкциями разных стран.
23 февраля 2022 года внесён в санкционные списки стран Евросоюза за действия и политику, которые подрывают территориальную целостность, суверенитет и независимость Украины и еще больше дестабилизируют Украину.
24 февраля 2022 года включён в санкционный список Канады «близких соратников режима» за голосование о признании независимости «так называемых республик в Донецке и Луганске».
24 марта 2022 года, на фоне вторжения России на Украину, включён в санкционный список США за «соучастие в войне Путина» и «поддержку усилий Кремля по вторжению в Украину», Госдеп США заявил что депутаты Госдумы используют свои полномочия для преследования инакомыслящих и политических оппонентов, нарушают свободу информации, ограничивают права человека и основные свободы граждан России.
По аналогичным основаниям с 25 февраля 2022 года находится под санкциями Швейцарии. С 26 февраля 2022 года находится под санкциями Австралии. С 11 марта 2022 года находится под санкциями Великобритании. С 18 марта 2022 года находится под санкциями Новой Зеландии. С 12 апреля 2022 под персональными санкциями Японии.
Указом президента Украины Владимира Зеленского с 7 сентября 2022 года находится под санкциями Украины.

## Семья
Женат, имеет троих детей: сына от первого брака и двух дочерей от второго. Жена Веллера в 2016 году задекларировала доход в 52 млн рублей.